# Верба, Марк Леонидович
Верба Марк Леонидович (4 мая 1935 — 5 ноября 2019) — советский и российский морской геолог, специалист по нефтегазоности шельфов.

## Биография
Родился 4 мая 1935 года в Ленинграде в семье геологов. В 1943 году поступил среднюю школу в Анжеро-Судженске, обучение продолжил во Львове (с 1946 года) и в Ленинграде (с 1948 года). В 1953 году поступил на нефтяной факультет Ленинградского горного института (ЛГИ) на специальность «геология и разведка нефтяных и газовых месторождений», окончил вуз в 1958 году, получив квалификацию горного инженера-геолога. По распределению поступил на работу в НИИГА.
В 1969 году в ЛГИ защитил диссертацию на соискание степени кандидата геолого-минералогических наук «Тектонические предпосылки перспектив нефтегазоносности северо-западной окраины Сибирской платформы».
В 1972 году избран в действительные члены Русского географического общества.
В 1993 году на спецсовете ВНИИОкеанологии защитил докторскую диссертацию на тему «Тектоника и нефтегазоносность шельфа Баренцева моря». В том же году избран в состав учёного совета ВНИИокеангеологии, в 2002 году — в учёный совет ВСЕГЕИ.
Заслуженный геолог Российской Федерации.

## Научная деятельность
Участвовал в 29 полевых экспедициях. Работал геологом в Енисейской и Усть-Енисейской экспедициях (1958—1963), начальником партии в Норильской экспедиции (1963—1969), главным геологом Полярной экспедиции (1969—1973), организатором и главным геологом Мурманской геофизической экспедиции (КМАГЭ). Работал заведующим сектором и отделом ВНИИОкеангеологии (1983—1994), главным геологом ГНПП «Севморгео» (1994—2000). Проводил исследования на территории Норильского, Усть-Енисейского и Туруханского районов Красноярского края. Принимал участие в организации Норильской экспедиции. Принял непосредственное участие в открытии Баренцевоморской нефтегазоносной провинции и подготовке основы выявления её отдельных нефтегазовых месторождений — Скуратовского и Ленинградского на Карском море, Северо-Кильдинского на Баренцевом море.

### Монографии
- Геолого-геофизические исследования на Баренцево-Карском шельфе / М. Л. Верба, Г. И. Гапоненко. — НИИГА, 1980. — 136 с.
- Верба М. Л. Сравнительная геодинамика Евразийского бассейна. — С-Пб. — ВИРГ-Рудгеофизика — ВНИИОкеангеология, 2003. — 224 с.
- Верба М. Л. Труба зовет!. — С-Пб. — Недра, 2007. — 208 с.
- Верба М. Л. Библейские легенды глазами геолога: исторические и геологические свидетельства современного рифтогенеза. — С-Пб. — Наука, 2008. — 175 с.

### Карты
- Gramberg, I. S., Valentina V.Verba, Verba, M.L., Kos’ko, M.K. Sedimentary Cover Thickness Map — Sedimentary Basins in the Arctic. — Polarforschung, 1999. — С. 243—249.

### Избранные статьи
- Верба, М. Л., Пашкевич, С. Р., Пук, П. С. О перспективах нефтегазоносности Болгохтохской площади Норильского района. — Ученые записки НИИГА, 1963. — № 1. — С. 7-22.
- Верба, М. Л. О механизме новейших тектонических движений в Усть-Енисейской впадине. — Ученые записки НИИГА, 1964. — № 2. — С. 58-71.
- Верба, М. Л. Западно-Сибирская плита и Енисей-Хатангский прогиб — раннемезозойские зоны растяжения Земной коры. — Ученые записки НИИГА, 1964. — № 2. — С. 58-71.
- Верба, М. Л., Ермаков, Б. В. Тектоническое районирование северо-западной части шельфа Берингова моря и прилегающих побережий. — Геотектоника, 1976. — № 2. — С. 101—110.
- Верба, М. Л., Ермаков, Б. В. Тектоническое районирование северо-западной части шельфа Берингова моря и прилегающих побережий. — Геотектоника, 1976. — № 2. — С. 101—110.
- Верба, М. Л., Дараган-Сущова, Л. А., Павленкин, А. Д. Рифтогенные структуры Западно-Арктического шельфа по данным КМПВ. — International Geology Review, 1992. — № 8. — С. 753—764.
- Verba, M.L., Daragan-Sushchova, L.A., Pavlenkin, A.D. Riftogenic Structures of the western Arctic shelf investigated by refraction surveys. — Советская геология, 1990. — № 12. — С. 36 — 47.
- Беклемишев, А. В., Буданов, В. Г., Верба, М. Л., Локшин, Б. С. Изучение активных внутриплитных разломов земной коры с целью снижения экологических угроз. — Разведка и охрана недр, 1988. — № 7-8. — С. 70 — 71.
- Верба, М. Л. Коллекторные свойства пород осадочного чехла архипелага Шпицберген // Нефтегазовая геология. Теория и практика.. — 2013. — Т. 8, № 1.
- Верба, М. Л. Время геолога // Нефтегазовая геология. Теория и практика.. — 2013. — Т. 8, № 1.